# Wacken Open Air
Wacken Open Air (W:O:A) je ljetni heavy metal festival. Održava se u malom njemačkom gradu Wackenu, te je s oko 80.000 posjetitelja 2011. godine jedan od najvećih heavy metal festivala.

## Povijest
Prvi put je održan 1990. godine kao mali dvodnevni koncert za lokalne njemačke sastave. Prvi poznatiji sastavi (Blind Guardian i Saxon) nastupili su 1992., te je festival sve više rastao svake godine a 1998. je nastupilo više od 70 sastava iz Europe, Sjeverne Amerike i Australije. Neki od najpoznatijih sastava koji su do sada nastupali su Motörhead, Iron Maiden, Whitesnake, Nightwish, Dimmu Borgir, Alice Cooper, Slayer, Fear Factory, Machine Head, Cannibal Corpse, In Flames, HammerFall, Arch Enemy, Cradle of Filth, Children of Bodom, Behemoth, Immortal, Helloween, Bloodbath i mnogi drugi.
Od 2002. godine festival otvara dobrovoljno vatrogasno društvo Wackena. Rekord po prodaji karata bio je za izdanje za 2009. godinu, kada je svih 70.000 ulaznica prodano više od 200 dana prije početka festivala.

## Vanjske poveznice
- Službena stranica